# جوری دی مارکو
جوری دی مارکو (انگلیسی: Juri De Marco؛ زادهٔ ۱۲ ژوئیهٔ ۱۹۸۴) بازیکن فوتبال اهل ایتالیا است.
از باشگاه‌هایی که در آن بازی کرده‌است می‌توان به باشگاه فوتبال پروجا اشاره کرد.